# Melankomas
Melankomas o Melancomas (en griego: Μελανκόμας) fue un atleta de la Grecia romana nativo de la región de Caria. Fue reconocido por su victoria en la competencia de boxeo en la edición 207 de los Juegos Olímpicos de la Antigüedad, celebrados en el año 49. La principal fuente sobre su vida son los discursos 28 y 29 del filósofo griego Dion Crisóstomo.
Melankomas destacó por su particular técnica de boxeo, consistente en no golpear a su oponente, evadiendo cualquier ataque que recibiera. Con este método lograba la victoria haciendo que su oponente quedara exhausto e incapaz de seguir con el combate. Según los testimonios que se conservan, Melankomas ganó en un combate que duró dos días enteros sin bajar sus brazos en ningún momento. Además se afirma que él nunca fue derrotado o siquiera golpeado durante toda su carrera deportiva.
También fue conocido por su particular belleza. Se afirma que el emperador romano Tito se enamoró de él y lo adoptó como su Erastés, un amante joven, hecho que fue muy comentado en la época. Melankomas falleció durante una competencia en Nápoles de una causa desconocida. Las fuentes afirman que preguntó cuanto tiempo quedaba antes de que acabara la competencia, esperando poder recuperarse y participar de nuevo en el evento.
El historiador A. Lemarchand ha cuestionado la veracidad de la existencia de Melankomas, afirmando que se trata de un personaje imaginario. Este autor cuestiona el hecho de que un atleta tan llamativo no haya sido mencionado en ninguna otra fuente aparte de la obra de Dion Crisóstomo. Todos los demás textos respecto a Melankomas parecen derivar de la obra de Dion. Y tampoco se tiene constancia de la existencia de algún monumento en su honor. Para Lemarchand «Melankomas es la personificación de todas las cualidades y virtudes juveniles por las cuales Dion muestra admiración en sus otros discursos».